# Babesia equi
La Babesia equi è un protozoo appartenente al genere delle babesie, parassiti trasmessi da zecche ed appartenenti al phylum degli Myzozoa, classe Aconoidasida, ordine Piroplasmida, famiglia Babesiidae.

## Eziologia
Babesia equi è stata descritta per la prima volta da Laveran nel 1901, successivamente è stata riclassificata come  Theileria equi da Mehlhorn e Schein,(1998).
La babesia equi è una delle due babesie che colpiscono il cavallo provocando la babesiosi. Essa è trasmessa dalle zecche ai cavalli ed agli asini. È una babesia caratterizzata da piccole dimensioni, che può essere riconosciuta all'osservazione al microscopio soprattutto quando assume la caratteristica disposizione negli eritrociti cosiddetta "a croce di Malta". Babesia equi è caratterizzata da un ciclo complesso all'interno dell'ospite definitivo, che oltre allo stadio eritrocitario prevede uno stadio linfocitario, questa caratteristica è alla base della sua nuova classificazione. L'altra babesia che colpisce il cavallo è la Babesia caballi, che però ha maggiori dimensioni e grazie alla diffusione di terapie specifiche è divenuta più rara rispetto a B. equi che si è dimostrata più resistente della B. caballi.

## Epizotologia, epidemiologia, sintomatologia
La Babesia equi è diffusa nel bacino mediterraneo. La malattia nel cavallo è caratterizzata da sintomi, quali anemia, sub-ittero, (che è di tipo preepatico, emolitico), modica febbre, calo delle prestazioni sportive; per tale ragione soprattutto essa rappresenta un problema per i cavalli sportivi, sia da corsa che da equitazione.

## Diagnosi
Nuove tecniche diagnostiche si sono da poco affiancate a quelle tradizionali di tipo diretto (osservazione degli strisci ematici al microscopio), che indiretto (ricerca degli anticorpi specifici mediante tecniche sierologiche(immunofluorescenza indiretta, fissazione del complemento, western blotting). Esse sono rappresentate da tecniche diagnostiche di tipo biomolecolare: Reazione a catena della polimerasi, PCR (Polimerasi Chain Reaction) e PCR Real Time, soprattutto quest'ultima rappresenta la nuova frontiera per la diagnosi della malattia in quanto permetterebbe la quantizzazione del titolo dei parassiti presenti nel sangue dell'animale in modo tale da riconoscere gli animali malati da trattare terapeuticamente, isolandoli dai portatori sani.